# E231
För andra betydelser, se E231 (olika betydelser).
E231 eller Europaväg 231 är en 40 kilometer lång europaväg som börjar i Amsterdam och slutar i Amersfoort i Nederländerna.

## Sträckning
Amsterdam - Hilversum - Amersfoort

## Standard
Vägen är utformad som motorväg och går via Hilversum.

## Anslutningar till andra vägar
Den följer nederländska motorvägen A1 och ansluter till europavägarna E35, E232 och E30.